# Tobias Carlsson (calciatore 1975)
Tobias Carlsson (Kalmar, 25 febbraio 1975) è un ex calciatore svedese, di ruolo difensore.

## Carriera
Cresciuto nelle giovanili del Färjestadens GoIF, viene acquistato nel 1993 dal Kalmar (squadra della sua città natale). Con il club gioca sette stagioni divenendone un perno importante, tanto da essere notato così dai norvegesi del Molde, che lo acquistano nella sessione di mercato estiva del 2000.
Il suo esordio in Eliteserien avviene nell'aprile 2001 nella vittoria per 4-1 contro il Bodø/Glimt. Nel 2002 ottiene un 2º posto in campionato, alle spalle dei campioni del Rosenborg (-6 punti). Nel 2003 fa così anche il suo esordio in Coppa UEFA, nella sconfitta per 1-0 contro i portoghesi del Leiria.
Dopo 72 presenze e 2 gol in campionato con il Molde, Carlsson torna in patria, ancora al Kalmar che lo aveva lanciato come professionista. Con i biancorossi vince così l'Allsvenskan (2008, l'unico della storia del club), la Svenska Cupen (2008) e la Supercoppa di Svezia (2009). Nel 2011 realizza un gol importante (quello del 3-4 esterno) in semifinale di Svenska Cupen contro l'IFK Göteborg nei tempi supplementari al minuto 118, con un colpo di testa che porta la squadra in finale, poi persa un mese e mezzo dopo contro l'Helsingborg.
Si ritira nel 2012 a 37 anni.

## Palmarès

### Club
- Campionato svedese: 1

Kalmar: 2008
- Coppa di Svezia: 1

Kalmar: 2007
- Supercoppa di Svezia: 1

Kalmar: 2009